# Ulmus intermedia
Ulmus intermedia är en almväxtart som beskrevs av Elowsky. Ulmus intermedia ingår i släktet almar, och familjen almväxter. Inga underarter finns listade i Catalogue of Life.